# Łatanauka
Łatanauka (biał. Латанаўка; ros. Латановка) – wieś na Białorusi, w obwodzie mohylewskim, w rejonie mohylewskim, w sielsowiecie Machawa.